# Panoramiek
Panoramiek was een Nederlandse tv- actualiteitenrubriek van de NOS die van 1967 tot 1988 op zondagavond werd uitgezonden. De rubriek gaf vooral achtergronden en reportages over nieuws uit het buitenland waarbij vaak maar één onderwerp werd behandeld en men dus uitgebreid op het onderwerp kon ingaan. In de begintijd werd ook wel aandacht gegeven aan binnenlandse onderwerpen. De presentatie was in handen van Pieter de Vink en de eindredactie lag bij Klaas Jan Hindriks.
In 1988 verdween het programma en ging het op in NOS-Laat.